# ملانی آمارو
ملانی ان آمارو (به انگلیسی: Melanie Ann Amaro) (زاده۲۶ ژوئن ۱۹۹۲) یک خواننده آمریکایی با اصلیت جزایر ویرجین بریتانیا است.
او در فصل اول ایکس فاکتور آمریکایی برنده ۵ میلیون دلار شد.